# Anomaloglossus stepheni
Anomaloglossus stepheni е вид жаба от семейство Aromobatidae. Видът е незастрашен от изчезване.

## Разпространение
Разпространен е в Бразилия.

## Описание
Популацията на вида е стабилна.